# Société des explorateurs français
 (janvier 2023).
Si vous disposez d'ouvrages ou d'articles de référence ou si vous connaissez des sites web de qualité traitant du thème abordé ici, merci de compléter l'article en donnant les références utiles à sa vérifiabilité et en les liant à la section « Notes et références ».
Pour l'organisation adventiste, voir Club des Explorateurs.
Pour les articles homonymes, voir SEF.
Fondée en 1937, la Société des explorateurs français (SEF) est une association regroupant alors les principaux explorateurs français. Jusqu’en 1999, elle s’est appelée Société des explorateurs et voyageurs français, et est également connue sous le nom de Club des explorateurs. Elle est notamment l’organisatrice du prix Liotard, remis par le président de la République française.

## Objectifs
La Société des explorateurs français s’attache officiellement à « regrouper les grands voyageurs qui contribuent à la connaissance des régions mal connues de la Terre, ceux qui entreprennent une recherche originale dans des zones difficiles d’accès, qui approchent des tribus méconnues ou conquièrent des cimes inviolées, ceux qui tentent des routes maritimes extrêmes ou naviguent sur des rivières peu fréquentées, qui découvrent le monde souterrain et les faces cachées de notre planète ».
La société partage ses activités avec la Société de géographie qui l’héberge, avec le Muséum national d'histoire naturelle dont le musée de l'Homme), avec l’Institut national de l'information géographique et forestière (IGN), la Phonothèque nationale, le Comité du film ethnographique, le Club alpin français, les Expéditions polaires françaises de créées par Paul-Émile Victor, la Société des africanistes, la Société des américanistes, et d’autres.

## Historique
La Société des explorateurs français a été fondée en 1937 par un groupe de jeunes explorateurs :
- Paul Coze, ethnologue spécialiste des Amérindiens, ayant dirigé plusieurs missions pour le compte du musée du Trocadéro ;
- une équipe revenant de la première traversée du Groenland, comprenant le docteur et anthropologue Robert Gessain, le cinéaste Fred Matter, le géologue Michel Pérez et l'ethnologue Paul-Émile Victor ;
- Bertrand Flornoy, de retour de l’Amazonie péruvienne ;
- le géologue Louis Liotard, qui repartait pour le Tibet oriental.

Ils furent vite rejoints par des explorateurs déjà renommés, tels Louis Audouin-Dubreuil (la Croisière jaune), Alexandra David-Néel (Chine-Tibet), Ella Maillart (Chine), Jean de Guébriant (explorateur de la Haute Amazonie), Théodore Monod (Sahara), Henri Lhote (Sahara) et Gabrielle Bertrand (Asie, Inde dont l'Assam). Puis arrivèrent le marin ethnographe Éric de Bishop, le cinéaste de montagne Marcel Ichac, l'aviateur Maurice Bellonte, l'astronome Audouin Dollfus, ou encore le spéléologue Norbert Casteret.
Petit groupe d'amis avant-guerre, la Société des explorateurs français s'attache à la diffusion de ses idéaux après la Libération. Depuis 1954, elle organise des cycles de conférences et publie des Cahiers. Le recrutement (par cooptation) reste néanmoins sélectif et la Société ne dépassera jamais 300 membres.
En 1945, au musée de l'Homme, est fondé sous l'égide du Club des explorateurs le fameux « groupe Liotard », en souvenir de Louis Liotard assassiné au Tibet en 1940. C'est un groupe de nouveaux et jeunes explorateurs, qui organisa la première grande expédition de l'après-guerre en Afrique : la mission Ogooué-Congo, avec Noël Ballif. Elle eut un tel retentissement, que le cinéaste Jacques Becker la retraça dans un de ses succès grand public : Rendez-vous de juillet.
Le « groupe Liotard » sera la pépinière du Club, avec les « polaires » J.A. Martin, Robert Pommier ou Gaston Rouillon, les « sahariens » dont Guy de Beauchêne et Jean-Claude Berrier, les « fluviaux » Jean Rouch, Sauvy et Ponty, Jean Laporte ou Joseph Grelier, les « as de la jungle » comme Jean Cornuau, Dominique Darbois, Paule Bernard, Lucien Demesse et Pierre-Dominique Gaisseau, ou encore les « trans-Américains » Guy Morance et Jean Raspail. Certains sont morts ou ont disparu sur le terrain : Raymond Maufrais, Annette Laming et José Emperaire, Guy de Beauchêne.
En 2005 sont organisés à Paris les premiers « États généraux de l'aventure », avec Jean-Louis Étienne, Maud Fontenoy, Olivier Archambeau, Olivier Weber et Régis Belleville.

## Activités
La Société des explorateurs français (SEF) est hébergée par la Société de géographie avec qui elle partage ses activités.
- La SEF donne un programme de conférences, généralement accompagnées de films[3]

- La SEF publie :
  - Le bulletin trimestriel Latitude 37
  - Les Cahiers des explorateurs
  - Des pages dans Géographie, bulletin de la Société de géographie
  - Des relations d'exploration de ses membres dans Acta Geographica
  - Une chronique dans la revue Grands Reportages
  - Une collection de livres « Sociétés des explorateurs français » éditée aux éditions Arthaud.

- La SEF constitue un comité d'évaluation de bourses et de prix. Notamment le prix Liotard (créé en 1948)[4] décerné, en mémoire de Louis Liotard, par le président de la République française ou l'attribution de bourses, dont celles des fondations Renault et Kodak.

## Présidents de la SEF
- 1937-1938 : Louis Audouin-Dubreuil (Croisière noire et Croisière jaune)
- 1939-1945 : Jean de Guébriant (explorateur du Haut-Amazone)
- 1946 : Bertrand Flornoy (explorateur, archéologue des civilisations précolombiennes)
- 1947-1948 : Paul-Émile Victor (Expéditions polaires françaises).
- 1948-1952 : Bertrand Flornoy
- 1953 : François Balsan (explorateur des déserts chauds)
- 1954-1955 : Paul-Émile Victor
- 1956-1980 : Bertrand Flornoy
- 1980-1984 : Georges Laclavère (directeur général honoraire de l'Institut géographique national, membre titulaire du Bureau des longitudes, président d’honneur du Comité national français des recherches antarctiques)
- 1984 (mars à juin) : Jean Dorst (membre de l'Académie des sciences, Membre de l'Académie des sciences d'outre-mer, professeur au Muséum national d'histoire naturelle)
- 1984-1989 : Jacques Villeminot (cinéaste-conférencier, écrivain, spécialiste de l'Océanie)
- 1989-1991 : Alice Saunier-Seité (universitaire, ancienne ministre des Universités)
- 1991-1995 : Bernard Pierre (écrivain, alpiniste, potamologue)
- 1995-2002 : Claude Collin Delavaud (géographe, ancien professeur à l'université Paris-VIII)
- 2002-2006 : Patrice Franceschi (officier de Marine, écrivain).
- depuis 2006 : Olivier Archambeau (géographe, maître de conférences à l'université Paris-VIII)